# Павликени (нос)
Носът Павликени (на английски: Pavlikeni Point) е свободен от лед морски нос на северния бряг на остров Гринуич, вдаващ се 600 m в протока Дрейк.
Разположен 3,4 km на изток-североизток от нос Дъф, 950 m западно от остров Кабиле, 1,55 km на запад-северозапад от нос Любомир Милетич, 9,1 km западно от нос Агуедо и 1,13 км северно от нунатак Храбър.
Част от свободната от лед площ от 315 ха включва северозападната половина на полуостров Арчар и ивицата от северния бряг на остров Гринуич на изток до нос Милетич.
Координатите му са: 62°26′35″ ю. ш. 59°57′56″ з. д. / 62.443056° ю. ш. 59.965556° з. д..
Наименуван е на град Павликени в Северна България. Името е официално дадено на 4 ноември 2005 г. Обнародвано е с указ на Президента на Република България от 31 май 2016 г.
Британско картографиране от 1968 г., чилийско от 1971 г., аржентинско от 1980 г., българско от 2005 и 2009 г.

## Карти
- L.L. Ivanov et al, Antarctica: Livingston Island, South Shetland Islands (from English Strait to Morton Strait, with illustrations and ice-cover distribution), 1:100000 scale topographic map, Antarctic Place-names Commission of Bulgaria, Sofia, 2005
- Л. Иванов. Антарктика: Остров Ливингстън и острови Гринуич, Робърт, Сноу и Смит. Топографска карта в мащаб 1:120000. Троян: Фондация Манфред Вьорнер, 2009. ISBN 978-954-92032-4-0
- Л. Иванов. Карта на остров Ливингстън. В: Иванов, Л. и Н. Иванова. Антарктика: Природа, история, усвояване, географски имена и българско участие. София: Фондация Манфред Вьорнер, 2014. с. 18 – 19. ISBN 978-619-90008-1-6